# Afrikanischer Hilfsverein
Der Afrikanische Hilfsverein (AH) war der erste gesamtdeutsche Verein zur Interessenvertretung Schwarzer Menschen in Deutschland mit Sitz in Hamburg. Sein Hauptzweck war die Fürsorge und Rechtsberatung aller Menschen afrikanischer Herkunft in Deutschland.
Der Afrikanische Hilfsverein wurde 1918 als Zusammenschluss von Menschen afrikanischer Herkunft von 32 hauptsächlich aus dem heutigen Kamerun stammenden Schwarzen Menschen gegründet. Er sollte „das Gefühl der Vereinsamung inmitten der weißen Bevölkerung... nehmen“ und „für alle in Deutschland lebenden Afrikaner eine Zentralstelle... schaffen, die, soweit es überhaupt möglich ist, die Stammesgemeinschaft und die Familie der Heimat ersetzt“.
Obwohl der Afrikanische Hilfsverein laut Statuten kein politischer Verein war, diente er seinen Mitgliedern als Plattform zum politischen Engagement. So formierten sich im Kreise des AH um Martin Dibobe Unterstützer für dessen Petition an die Weimarer Nationalversammlung zur Neuverhandlung der nachkolonialen deutsch-kamerunischen Beziehungen – Forderungen, die Reichstagsmitglied Hermann Molkenbuhr aufgriff.
Nachdem der AH sich Mitte der 1920er Jahre aufgelöst hatte, organisierten sich einige seiner ehemaligen Mitglieder ab 1929 politisch in der deutschen Sektion der Liga zur Verteidigung der Negerrasse.

## Bekannte Mitglieder
- Mpundu Akwa, Gründungsmitglied
- Alfred Bell, Gründungsmitglied
- Joseph Bilé[4] (um 1892–1959), kamerunischer Bauingenieur, Kommunist und Panafrikanist
- Louis Brody, Gründungsmitglied sowie Bühnen- und Filmschauspieler, Sänger, Schau-Kämpfer und Polit-Aktivist
- Martin Dibobe (1876–nach 1922), Initiator der Petition an die Weimarer Nationalversammlung zur Neuverhandlung der nachkolonialen deutsch-kamerunischen Beziehungen.[3]